# Курт Гаґер
Курт Гаґер (нім. Kurt Hager 24 липня 1912, Бітігайм-Біссінген, Німецька імперія — 18 вересня, 1998, Берлін, Німеччина) — німецький комуністичний політик, державний діяч НДР, головний ідеолог СЄПН. Входив до найближчого оточення Еріха Гонеккера. Ортодоксальний сталініст. Після возз'єднання Німеччини був притягнутий до судової відповідальності, звільнений за станом здоров'я. 

## Комуністичний журналіст
Спочатку був членом християнської молодіжної організації YMCA.  
У 1930 вступив до компартії Німеччини (КПН), займався партійною журналістикою. Був активістом молодіжних і студентських організацій, входив до  Союзу червоних фронтовиків (участь в Першій світовій війні не була обов'язковою умовою членства). 
5 березня 1933 Курт Гаґер ініціював диверсію у Штутгарті — відключення кабелю під час промови Гітлера по радіо. Був заарештований і відправлений до концтабора. У 1936 звільнений, після чого емігрував. 
Комуністичним журналістом Гаґер кілька років курсував Європою. Був військовим кореспондентом на стороні республіканців у громадянській війні в Іспанії. Виступав на німецькому комуністичному емігрантському радіо і у закордонному мовленні Мадрида. 
У 1939, після перемоги франкістів, висланий до Франції, де був інтернований. Незабаром звільнений і перебрався до Великої Британії. Продовжив колишню діяльність у виданнях емігрантської організації КПН. Після початку Другої світової війни інтернований британською владою в табір на острові Мен, оскільки КПН була членом Комінтерну, який підтримав зближення СРСР з Третім рейхом і таким чином виступала в 1939 — 1940 на боці гітлерівської «осі».

## Ідеологічний ортодокс
Курт Гаґер повернувся до Берліна в 1946.  
У 1949 отримав звання професора філософії в Університеті імені Гумбольдта. Пропагував ортодоксальну сталіністську версію марксизму-ленінізму. 
З 1952 Гаґер — начальник відділу науки ЦК СЄПН.  
З 1955 — секретар ЦК СЄПН з ідеології.  
З 1963 — член політбюро ЦК СЄПН, голова ідеологічної комісії.  
З 1967 очолював Комітет народної освіти.  
У 1976 — 1989 — член Державної ради НДР і Національної ради оборони. З 1958 був також депутатом Народної палати. Дружина Гаґера Кеті Гаґер представляла СЄПН у Міжнародній демократичній федерації жінок. Донька Ніна Гаґер була науковим співробітником Інституту філософії Академії наук НДР. 
Чверть століття — з початку 1960-х до кінця 1980-х — Курт Гаґер очолював ідеологічні структури СЄПН. Він контролював також політику у сферах освіти, науки і культури. Його зусиллями НДР була в «соцтаборі» оплотом марксистсько-ленінського фундаменталізму. В країні діяла особливо жорстка цензура, переслідувалися і припинялися будь-які відступи від ортодоксальної лінії (характерний штрих — особиста заборона Гаґера на концерт Удо Лінденберга в 1979). Ідеологічні відомства Гаґера тісно взаємодіяли з міністерством держбезпеки Еріха Мільке. 
Гаґер наполегливо проводив концепцію «двох німецьких націй — соціалістичної і буржуазної», виключаючи возз'єднання Німеччини в скільки-небудь доступні для огляду терміни. Він заперечував спільність історії і культури НДР і ФРН. При цьому Гаґер, з 1930-х звик до беззаперечного підкорення Москві, наполягав на дзеркальному копіюванні СЄПН політичних установок КПСС (що особливо характеризувало гонеккеровський період, після відсторонення Ульбріхта). 

## «Шпалерний професор»
Початок перебудови в СРСР вкрай спантеличив Гаґера. З кінця 1986 він вів політику дистанціювання від совєцького впливу. Утримуючись від прямої критики горбачовського курсу, Гаґер підкреслював, що гласність і реформи мають значення тільки для СРСР, але не для НДР. 
 Якщо ваш сусід переклеює шпалери в квартирі — невже ви вважаєте, що зобов'язані переклеїти їх теж?  Курт Гаґер, квітень 1987  
 Після цього співак-дисидент Вольф Бірман у своїй "Ballade von den verdorbenen Greisen" («Балада про розпусних старих») відгукнувся про Гаґера як про «шпалерного професора». 

## Символ партійного святенництва
Курт Гаґер був одним з головних об'єктів ненависті революції 1989 року. Спроби відмежуватися від Гонеккера — 12 жовтня 1989 Гаґер відвідав Москву, де провів переговори про відсторонення старого генсека  — не допомогли гонеккеровському ідеологу. У складі групи консервативних керівників СЄПН він був відправлений у відставку вже у жовтні 1989. 
Незабаром після падіння Гонеккера була піддана гласності розкіш селища Вандліц — місця проживання партійно-державних керівників. Гаґер заявив, що був поміщений туди «всупереч своїй волі, в розпал холодної війни, і змушений був схилитися перед рішенням партії» (він навіть порівняв елітне селище з табором для інтернування). Це остаточно перетворило Гаґера в символ начальницького святенництва. 
У листопаді 1989 Курт Гаґер був виведений зі складу політбюро і ЦК СЄПН, в 1990 виключений з партії. П'ять років по тому 83-річний Гаґер приєднався до маргінальної НКП (Німецька комуністична партія). До керівництва НКП входила і Ніна Гаґер. 
Тоді ж, у 1995, Гаґер був притягнутий до судової відповідальності за «Процесом політбюро» як один з авторів наказу про стрілянину по перебіжчиках на кордоні НДР з ФРН. Однак наступного року був звільнений за станом здоров'я. Помер у 1998, похований на берлінському цвинтарі Фрідріхсфельде, який вважається престижним місцем поховання. 
У біографії Курта Гаґера помітне місце займає антинацистська діяльність 1930-х років. Однак в історію Німеччини він увійшов не учасником Опору, а ідеологом тоталітарного режиму. 